# Wissa
Wissa – rzeka, prawy dopływ Biebrzy o długości 51,6 km.
Płynie w województwie podlaskim na terenie gmin Radziłów, Wąsosz, Szczuczyn. Większymi dopływami Wissy są: Matlak i Przytulanka.